# Dampierre-le-Château
Dampierre-le-Château est une commune française, située dans le département de la Marne en région Grand Est.

## Géographie
|         | Rapsécourt           | Braux-Saint-Remy |
| Herpont | Dampierre-le-Château | Sivry-Ante       |
|         | Dommartin-Varimont   | Épense           |

La commune est située sur les bords de l'Yèvre.

### Hydrographie
La commune est dans la région hydrographique « la Seine du confluent de l'Oise (inclus) à l'embouchure » au sein du bassin Seine-Normandie. Elle est drainée par l'Yevre, le Rouillat, le cours d'eau 01 de Sommerécourt et le Fossé des Aivies,.
L'Yèvre, d'une longueur de 17 km, prend sa source dans la commune de Somme-Yèvre et se jette  dans divers bras de l'Auve à Dommartin-Dampierre, après avoir traversé six communes. 

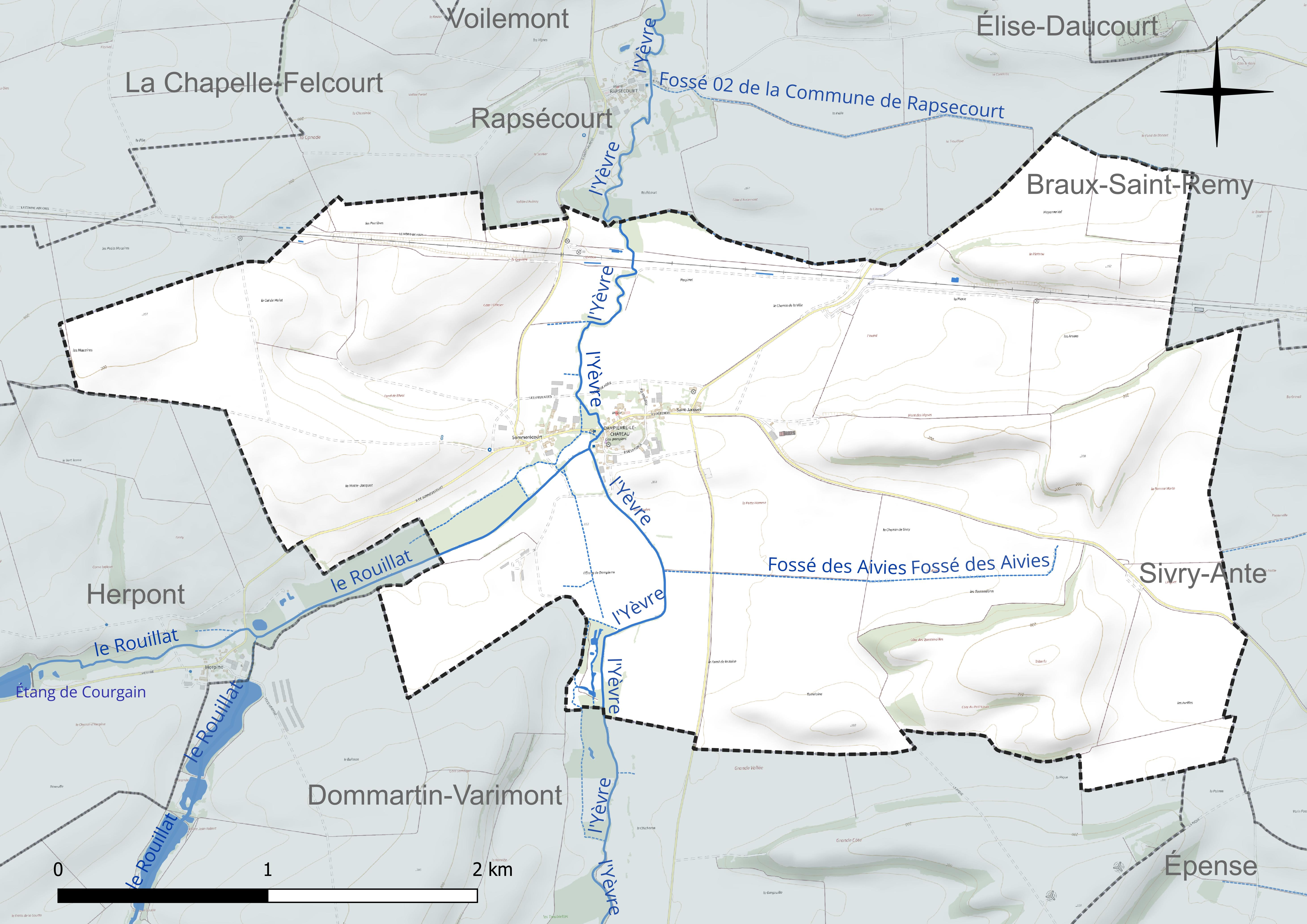
Réseau hydrographique de Dampierre-le-Château.

### Climat
Pour des articles plus généraux, voir Climat du Grand Est et Climat de la Marne.
En 2010, le climat de la commune est de type climat des marges montargnardes, selon une étude du Centre national de la recherche scientifique s'appuyant sur une série de données couvrant la période 1971-2000. En 2020, Météo-France publie une typologie des climats de la France métropolitaine dans laquelle la commune est exposée à un climat océanique altéré et est dans la région climatique  Nord-est du bassin Parisien, caractérisée par un ensoleillement médiocre, une pluviométrie moyenne régulièrement répartie au cours de l’année et un hiver froid (3 °C). 
Pour la période 1971-2000, la température annuelle moyenne est de 10,2 °C, avec une amplitude thermique annuelle de 15,9 °C. Le cumul annuel moyen de précipitations est de 852 mm, avec 12,8 jours de précipitations en janvier et 9 jours en juillet. Pour la période 1991-2020, la température moyenne annuelle observée sur la station météorologique de Météo-France la plus proche, « Argers », sur la commune d'Argers à 8 km à vol d'oiseau, est de 10,9 °C et le cumul annuel moyen de précipitations est de 739,4 mm. 
La température maximale relevée sur cette station est de 41,1 °C, atteinte le 25 juillet 2019 ; la température minimale est de −17,5 °C, atteinte le 20 décembre 2009,,. 
Les paramètres climatiques de la commune ont été estimés pour le milieu du siècle (2041-2070) selon différents scénarios d'émission de gaz à effet de serre à partir des nouvelles projections climatiques de référence DRIAS-2020. Ils sont consultables sur un site dédié publié par Météo-France en novembre 2022.

## Urbanisme

### Typologie
Au 1er janvier 2024, Dampierre-le-Château est catégorisée commune rurale à habitat dispersé, selon la nouvelle grille communale de densité à sept niveaux définie par l'Insee en 2022.
Elle est située hors unité urbaine. Par ailleurs la commune fait partie de l'aire d'attraction de Sainte-Menehould, dont elle est une commune de la couronne,. Cette aire, qui regroupe 50 communes, est catégorisée dans les aires de moins de 50 000 habitants,.

### Occupation des sols
L'occupation des sols de la commune, telle qu'elle ressort de la base de données européenne d’occupation biophysique des sols Corine Land Cover (CLC), est marquée par l'importance des territoires agricoles (96,1 % en 2018), en augmentation par rapport à 1990 (94,9 %). La répartition détaillée en 2018 est la suivante : 
terres arables (94,6 %), zones urbanisées (2,3 %), zones agricoles hétérogènes (1,5 %), forêts (1,5 %). L'évolution de l’occupation des sols de la commune et de ses infrastructures peut être observée sur les différentes représentations cartographiques du territoire : la carte de Cassini (XVIIIe siècle), la carte d'état-major (1820-1866) et les cartes ou photos aériennes de l'IGN pour la période actuelle (1950 à aujourd'hui).

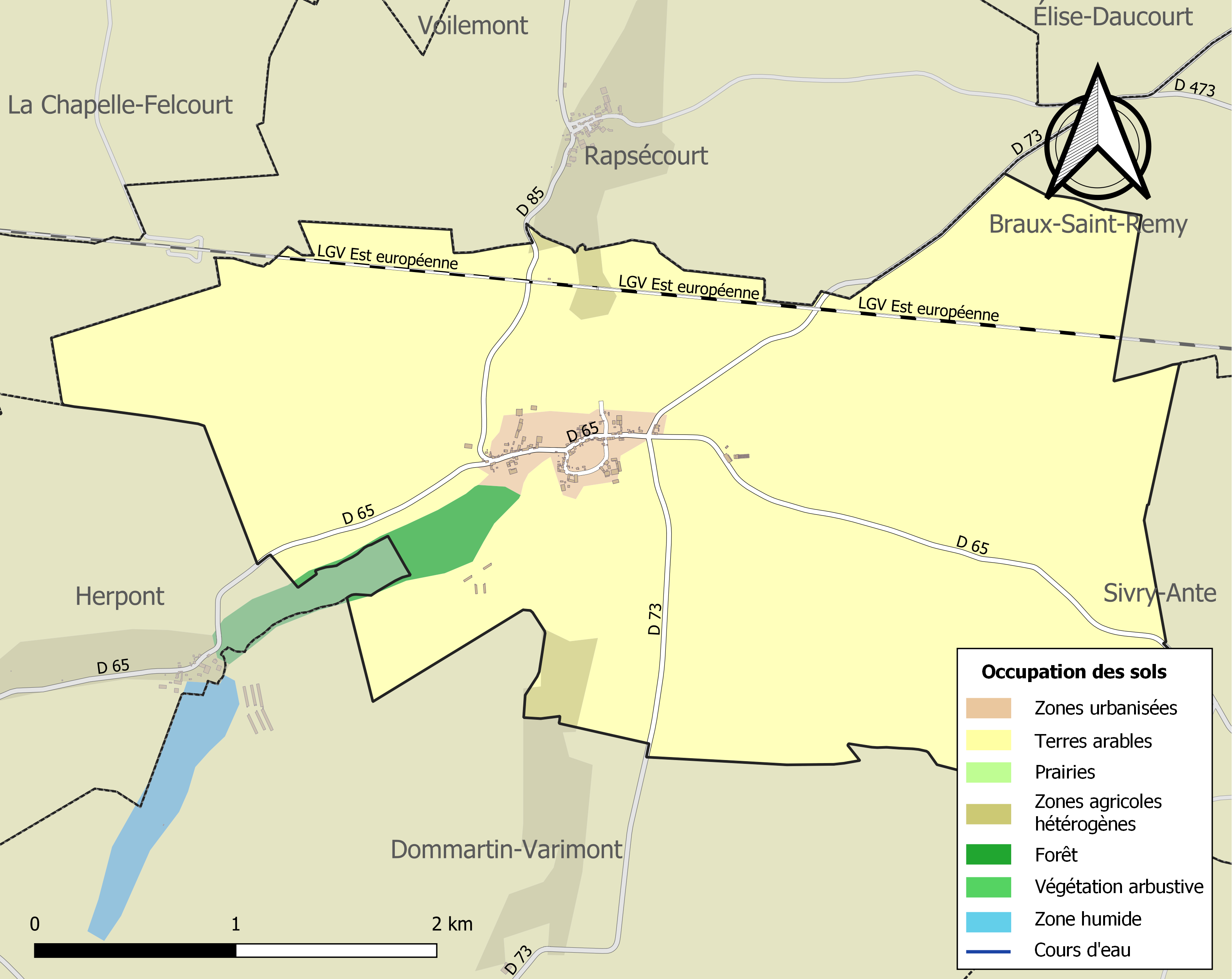
Carte des infrastructures et de l'occupation des sols de la commune en 2018 (CLC).

## Toponymie
Le nom de la localité est attesté sous les formes Petrus de Dunperrun (vers 1130) ; Domnus Petrus (1138) ; Domni Petri oppidum (1141) ; Dommus Petrus in Estanneio (1144) ; Damperr, Damperre, Dampetra (1154-1161) ; Dampiere (1165) ; Dampperr (vers 1165) ; « Castrum Dampierre, en opposition avec Vetus Dampierre » (vers 1180) ; Petrus de Donjun Dampni Petre (1185) ; Dompetra (1191) ; Damna Petra (vers 1191) ; Dompna Petra (1197) ; Dampetrum-en-Estaienois (vers 1201) ; Dampnus Petra (1202) ; Damnus Petrus, Dannus Petrus (1202) ; Danni Petra (1191-1202) ; Novus Dampierre (1204) ; Domna Petra (1207) ; Dampetra in Estenois (1219) ; Domperre, Domnus Petrus (vers 1222) ; Domni Petra (1226) ; Damnipetra in Estenois (1234) ; Damp-Pierre (1237) ; Dampetrum in Esteneys, Dona Petra en Estenois, Dona Petrum (vers 1252) ; Dompni Petra (1255) ; Dampierre-en-Estenois (1256) ; Dampetra castrum (1262) ; Dampetra Castrum en Estenois (1283) ; Dampetra in Atenois (1285) ; Damppierre-en-Estenois (128.) ; Dant-Pierre-le-Chastel (1312) ; Dampierre-en-Atenois (1324) ; Dampierre-en-Athenois (1325) ; Damppierre-le-Chastel (1384) ; Dampierre-le-Chastel (1392) ; Dempierre-le-Chastel (1408) ; Dampierre-en-Attenois (1412) ; Dampierre-en-Ettenoiz (1436) ; Dampierre-le-Chastel-en-Estenois (1456) ; Dampt-Pierre-en-Attenoix (1460) ; Dampierre-en-Atthenoys (1504) ; Dampierre-en-Athenoys (1508) ; Dampierre-en-Arthenois (1521) ; Dampierre-en-Atenoys (1548) ; D'Ampierre (1607) ; Dampierre-le-Châtel (1633). 
| Durant la Révolution, pour suivre le décret de la Convention du 25 vendémiaire an II invitant les communes ayant des noms pouvant rappeler les souvenirs de la royauté, de la féodalité ou des superstitions, à les remplacer par d'autres dénominations, la commune change de nom pour Dampierre-sur-Yèvre en 1794. |

Dampierre est un hagiotoponyme caché : Du bas latin dominus et du nom de saint Petrus.
Le déterminant -le-Château fait référence au château de la famille de Dampierre-en-Astenois.

## Histoire
En 1162, le comte de Champagne Henri Ier de Champagne, reprend de l'empereur d'Allemagne Frédéric Barberousse, plusieurs de ses châteaux en fief, dont celui de Dampierre. Les seigneurs de l'Astenois étaient vassaux du comte de Champagne et les plus puissants d'entre eux étaient ceux de Dampierre, installés à l'origine au Vieil-Dampierre. Par la suite, ces seigneurs ont dû s'établir, dans un important château fortifié sur la butte actuelle de Dampierre, au sud de l'église Saint-Maurice. Le village prit alors le nom de Dampierre-en-Astenois pour rappeler la dédicace de la chapelle ; Saint-Pierre, du château. Dampierre-le-Château, devint alors le siège du comté de Dampierre dès le Moyen Âge. Renard II ; croisé, qui a été gardé prisonnier à Alep en Syrie pendant 29 ans est mort en 1234 après son retour à Dampierre. La dernière représentante de la famille de Dampierre (qui existait au moins depuis le début du XIe siècle) ; Agnès, dame de Dampierre-en-Astenois, épousa au début du XIVe siècle, Eustache, seigneur de Conflans. Leur fils Jean, maréchal de Champagne, fut assassiné à Paris en 1358 par ordre d'Étienne Marcel, sous les yeux du dauphin Charles le futur roi Charles VI (alors régent du royaume de France, dont il était l'un des favoris). Sa fille Marie de Conflans, se maria avec le Lorrain Raoul IV, seigneur de Louppy, gouverneur du Dauphiné. À sa mort en 1389, Dampierre échut à Gautier IV, seigneur d'Arzillières, lointain cousin et plus proche héritier de Marie de Conflans. Dampierre, qui retrouva alors le titre de comté, suivit ensuite le destin des seigneurs d'Arzillières.
Le 27 octobre 1659, Pierre Adam, receveur des tailles à Châlons-sur-Marne, achetait la moitié de la terre et seigneurie de Sommerécourt. En 1680, son descendant, Jean Adam, en acquérait la seconde moitié. En 1799, la famille Adam de Sommerécourt possédait depuis 119 ans la haute, moyenne et basse justice de ce petit domaine dépendant du comte de Dampierre.

## Politique et administration
Par décret du 29 mars 2017, l'arrondissement de Sainte-Menehould est supprimée et la commune est intégrée le 31 mars 2017 à l'arrondissement de Châlons-en-Champagne.

### Intercommunalité
La commune, antérieurement membre de la communauté de communes de la Région de Givry-en-Argonne, est membre, depuis le 1er janvier 2014, de la CC de l'Argonne Champenoise.
En effet, conformément au schéma départemental de coopération intercommunale de la Marne du 15 décembre 2011, cette communauté de communes de l'Argonne Champenoise est issue de la fusion, au 1er janvier 2014,  de : 
- la communauté de communes du Canton de Ville-sur-Tourbe ;
- de la communauté de communes de la Région de Givry-en-Argonne ;
- et de la communauté de communes de la Région de Sainte-Menehould.

Les communes isolées de Cernay-en-Dormois, Les Charmontois, Herpont et Voilemont ont également rejoint l'Argonne Champenoise à sa création.

## Lieux et monuments

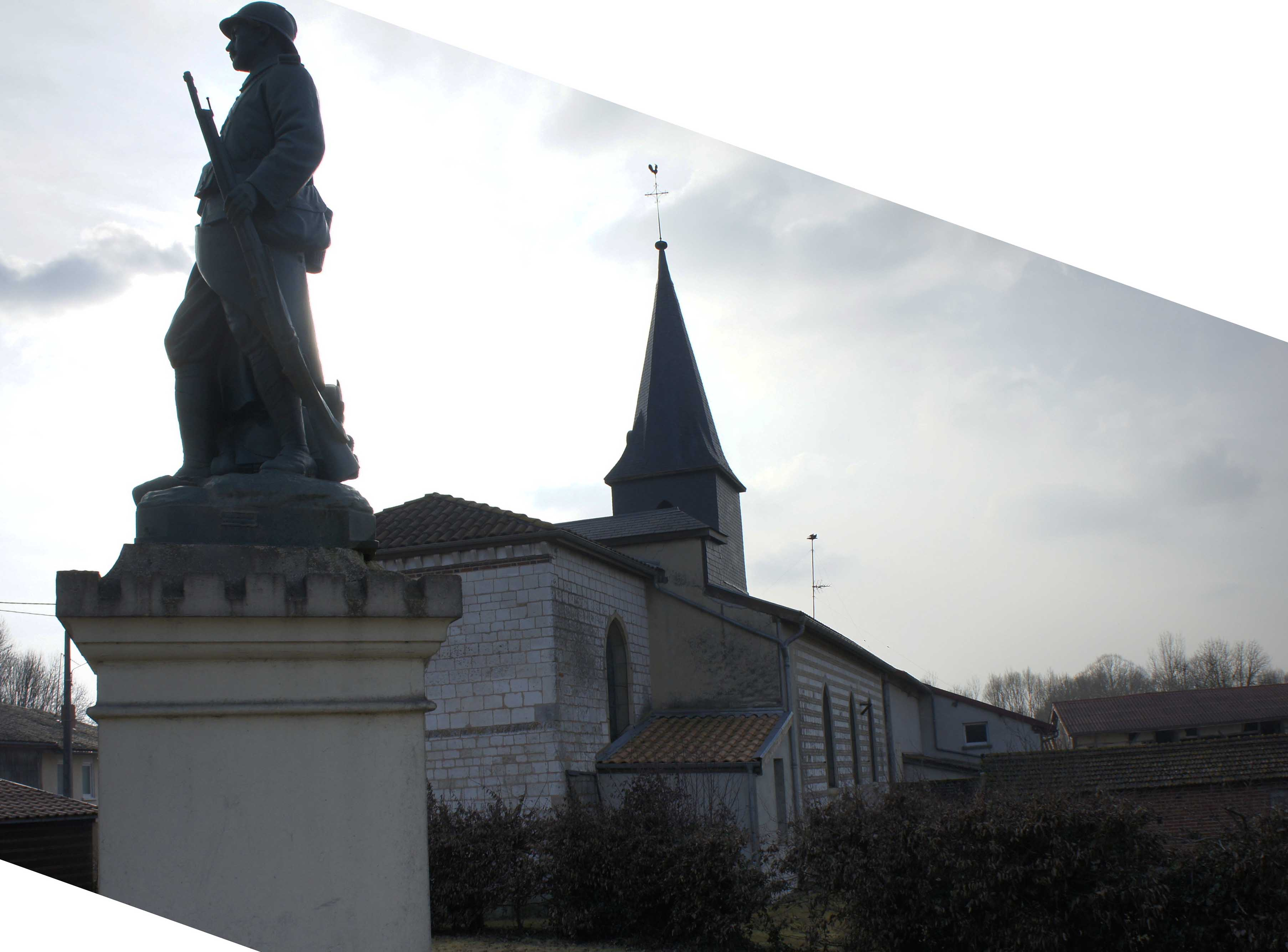
Le monument aux morts et l'église.

### Liste des maires
| Période                                  | Période                      | Identité          | Étiquette | Qualité |
| ---------------------------------------- | ---------------------------- | ----------------- | --------- | ------- |
| Les données manquantes sont à compléter. |                              |                   |           |         |
| avant 1988                               | ?                            | Jacques Boivin    |           |         |
| mars 2001                                | 2014                         | Jean-Marie Viriot |           |         |
| 2014                                     | En cours (au 4 juillet 2014) | Maxime Dausseur   |           |         |

## Démographie
L'évolution du nombre d'habitants est connue à travers les recensements de la population effectués dans la commune depuis 1793. Pour les communes de moins de 10 000 habitants, une enquête de recensement portant sur toute la population est réalisée tous les cinq ans, les populations de référence des années intermédiaires étant quant à elles estimées par interpolation ou extrapolation. Pour la commune, le premier recensement exhaustif entrant dans le cadre du nouveau dispositif a été réalisé en 2004.

En 2022, la commune comptait 117 habitants, en évolution de +14,71 % par rapport à 2016 (Marne : −1,19 %, France hors Mayotte : +2,11 %).
| 1793 | 1800 | 1806 | 1821 | 1831 | 1836 | 1841 | 1846 | 1851 |
| ---- | ---- | ---- | ---- | ---- | ---- | ---- | ---- | ---- |
| 252  | 283  | 284  | 292  | 269  | 273  | 256  | 289  | 304  |

| 1856 | 1861 | 1866 | 1872 | 1876 | 1881 | 1886 | 1891 | 1896 |
| ---- | ---- | ---- | ---- | ---- | ---- | ---- | ---- | ---- |
| 286  | 286  | 265  | 262  | 267  | 248  | 252  | 259  | 240  |

| 1901 | 1906 | 1911 | 1921 | 1926 | 1931 | 1936 | 1946 | 1954 |
| ---- | ---- | ---- | ---- | ---- | ---- | ---- | ---- | ---- |
| 212  | 238  | 218  | 185  | 196  | 202  | 163  | 157  | 169  |

| 1962 | 1968 | 1975 | 1982 | 1990 | 1999 | 2004 | 2006 | 2009 |
| ---- | ---- | ---- | ---- | ---- | ---- | ---- | ---- | ---- |
| 162  | 119  | 119  | 103  | 96   | 116  | 107  | 103  | 102  |

| 2014 | 2019 | 2022 | - | - | - | - | - | - |
| ---- | ---- | ---- | - | - | - | - | - | - |
| 99   | 113  | 117  | - | - | - | - | - | - |

## Personnalités liées à la commune
- La famille Adam de Sommérecourt dont est issu, Norbert René Adam (1755-1814), religieux trappiste et homme de lettres français possédait la terre du même nom[19].

## Sources
On trouvera quelques informations sur l’histoire du village dans l’article de Daniel Hochedez et Catherine Schuster : « A la découverte des sites médiévaux de l’Argonne du sud » dans la revue Horizons d’Argonne ; n° 90 ; juin 2013, éditée par le Centre d’études argonnais